# Bureau of American Ethnology
La Bureau of American Ethnology (o BAE, originàriament Bureau of Ethnology) fou establida en 1879 per una llei del Congrés amb el propòsit de transferir arxius, registres i materials relacionats amb els amerindis dels Estats Units del Departament d'Interior a la Smithsonian Institution. Però des del principi el visionari fundador i director de l'oficina, John Wesley Powell, va promoure una missió més àmplia: "organitzar la investigació antropològica a Amèrica." Sota Powell l'oficina organitzà projectes de recerca multianuals intensius; patrocinà la investigació de camp etnogràfica, arqueològica i lingüística, inicià sèries de publicacions (en particular els seus informes anuals i Butlletins), i promogué la disciplina incipient de l'antropologia. Preparà exhibicions per a exposicions i recollí artefactes antropològics per al Museu Nacional Smithsonian dels Estats Units. A més, el BAE va ser el repositori oficial dels documents relatius als indis americans recollits pels diversos estudis geològics dels Estats Units, especialment l'Estudi geogràfic i geològic de la regió de les Muntanyes Rocoses i el Geological Survey of the Territories. Es va desenvolupar un dipòsit de manuscrits, una biblioteca i una secció d'il·lustracions que inclou el treball fotogràfic i la col·lecció de fotografies.
En 1897 la Bureau of Ethnology canvià el nom per Bureau of American Ethnology per emfatitzar la limitació geogràfica dels seus interessos, encara que el seu personal va dur a terme una breu investigació en les possessions dels Estats Units com Hawaii i les Filipines. El 1965 la BAE es va fusionar amb el Departament d'Antropologia del Smithsonian per formar l'Oficina Smithsonian d'Antropologia al Museu Nacional dels Estats Units (en l'actualitat el Departament d'Antropologia del Museu Nacional d'Història Natural). En 1968 els arxius del SOA esdevingueren National Anthropological Archives.

## Recerca

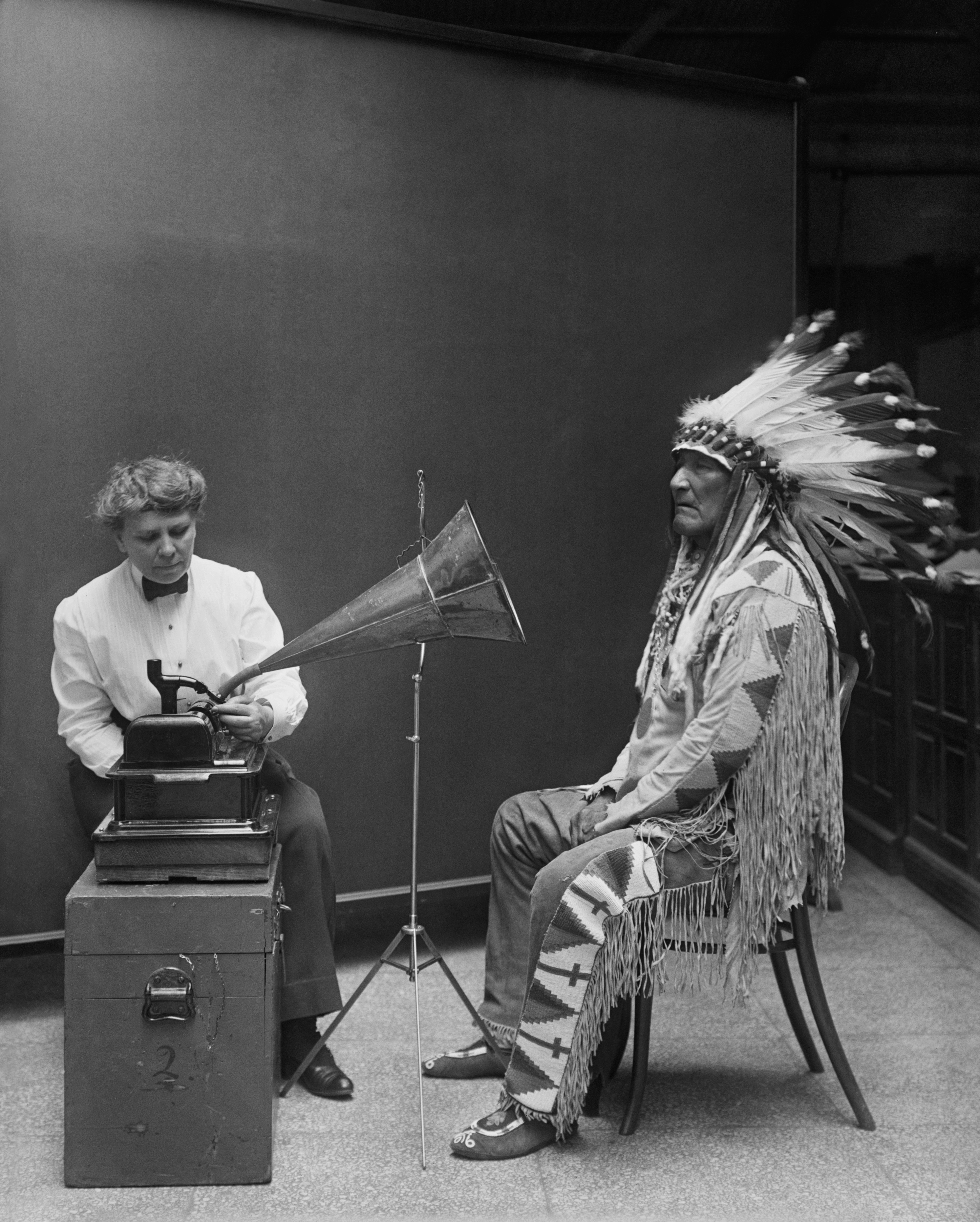
Frances Densmore amb el cap blackfoot Mountain Chief durant una sessió de gravació de la BAE

El personal de la BAE incloïa alguns dels primers antropòlegs de camp dels Estats Units, com Frank Hamilton Cushing, James Owen Dorsey, Jesse Walter Fewkes, Alice Cunningham Fletcher, John N.B. Hewitt, Francis LaFlesche, Cosmos i Victor Mindeleff, James Mooney, John Stevenson, i Matilda Coxe Stevenson. En el segle XX el personal de la BAE incloïa antropòlegs com Neil Judd, John Peabody Harrington (un lingüista que va passar més de 40 anys documentant les llengües en perill d'extinció) i William C. Sturtevant. La BAE va donar suport al treball de molts recercadors que no pertanyien al Smithsonian (coneguts com a col·laboradors), principalment Franz Boas, Frances Densmore, Garrick Mallery, Washington Matthews, Paul Radin, Cyrus Thomas i T.T. Waterman.
La BAE tenia tres subunitats: lahe Mounds Survey (1882–1895); l'Institute of Social Anthropology (1943–1952), i el River Basin Surveys (1946–1969).

### Mounds survey
En el moment de la fundació de la BAE hi va haver una intensa controvèrsia sobre la identitat dels Mound Builders, terme per als homes prehistòrics que havien construït complexos moviment de terres monumentals en terraplens. Els arqueòlegs, tant aficionats com professionals, es van dividir entre els qui creien que els monticles van ser construïts per grups de persones de passada que es van establir en diversos llocs, o creure que podrien haver estat construïdes pels nadius americans. Cyrus Thomas, nomenat per la BAE com a cap de Divisió d'Exploració de Monticles, v publicar les seves conclusions sobre l'origen dels monticles a l'Annual Report of 1894. És considerada com l'última paraula en el controvèrsia sobre la identitat dels constructors de monticles. Després de la publicació de Thomas els erudits han acceptat generalment que els Mound Builders pertanyien a diferents cultures prehistòriques d'amerindis dels Estats Units.